# 메뚜기종목
매뚜기종목(라틴어: Acridomorpha 아크리도모르파[*])은 메뚜기아목에 속하는 곤충군이다. 이들은 약 2억 5천만년 전 트라이아스기 초기로 거슬러 올라가는 가장 오래된 잎을 먹는 초식 곤충 집단 중 하나로 추정된다.
메뚜기종목은 일반적으로 강력한 뒷다리를 가진 땅에 사는 곤충으로 힘차게 도약하여 위협으로부터 벗어날 수 있다. 앞다리는 짧고 음식을 잡는 데 사용된다. 불완전변태를 겪는다. 이들은 알에서 부화하여 5번의 탈피를 거쳐 각 발달 단계에서 성충과 더욱 유사해지는 약충 시기를 겪는다. 메뚜기종목은 가슴에 연결된 배의 첫 번째 마디에 있는 고막 기관을 통해 소리를 듣는다. 주로 겹눈으로 세상을 보며 홑눈(ocelli)으로 빛의 세기 변화를 감지한다. 개체수 밀도가 높고 특정 환경 조건에서는 일부 메뚜기종목의 종의 경우 색과 행동을 바꾸고 무리를 형성할 수 있다. 이러한 상황에서는 로커스트라고 알려져 있다.
메뚜기종목은 초식동물로, 일부 종은 때때로 곡물, 채소 및 목초지에 심각한 해충이 되며, 특히 로커스트 무리처럼 수백만 마리가 떼를 지어 넓은 지역에 걸쳐 농작물을 파괴할 때 더욱 그렇다. 이들은 위장을 하여 포식자로부터 자신을 보호한다. 감지되면 많은 종은 뛰어올라 화려한 색상의 날개를 펼쳐 포식자를 놀라게 하려고 시도하며 (성충일 경우) 공중으로 뛰어 오르며 보통 단거리 비행을 한다. 메뚜기종목은 기생충과 다양한 질병의 영향을 받으며, 많은 포식자가 약충과 성충을 모두 잡아먹는다. 알은 기생충과 포식자의 공격을 받기 쉽다. 메뚜기종목은 일주성 곤충으로 낮 시간에 가장 활발하다.
메뚜기종목은 인간과 오랜 관계를 유지해 왔다. 로커스트 무리는 파괴적인 영향을 미치고 기근을 일으킬 수 있는데, 성서 시대 이래로 그런 일이 있었다. 작은 숫자라도 곤충은 심각한 해충이 될 수 있다. 멕시코, 인도네시아 등의 국가에서는 식품으로 사용된다. 이들은 예술·상징주의·문학에 등장한다.

## 참고서적
- Capinera, John L., 편집. (2008). 《Encyclopedia of Entomology》 2판. Springer. ISBN 978-1-4020-6242-1.
- Chapman, R. F.; Simpson, Stephen J.; Douglas, Angela E. (2013). 《The Insects: Structure and Function》. Cambridge University Press. ISBN 978-0-521-11389-2.
- Cott, Hugh (1940). 《Adaptive Coloration in Animals》. Oxford University Press.
- Pfadt, Robert E. (1994). 《Field Guide to Common Western Grasshoppers》 2판. Wyoming Agricultural Experiment Station.